# Manuel Tamayo y Baus

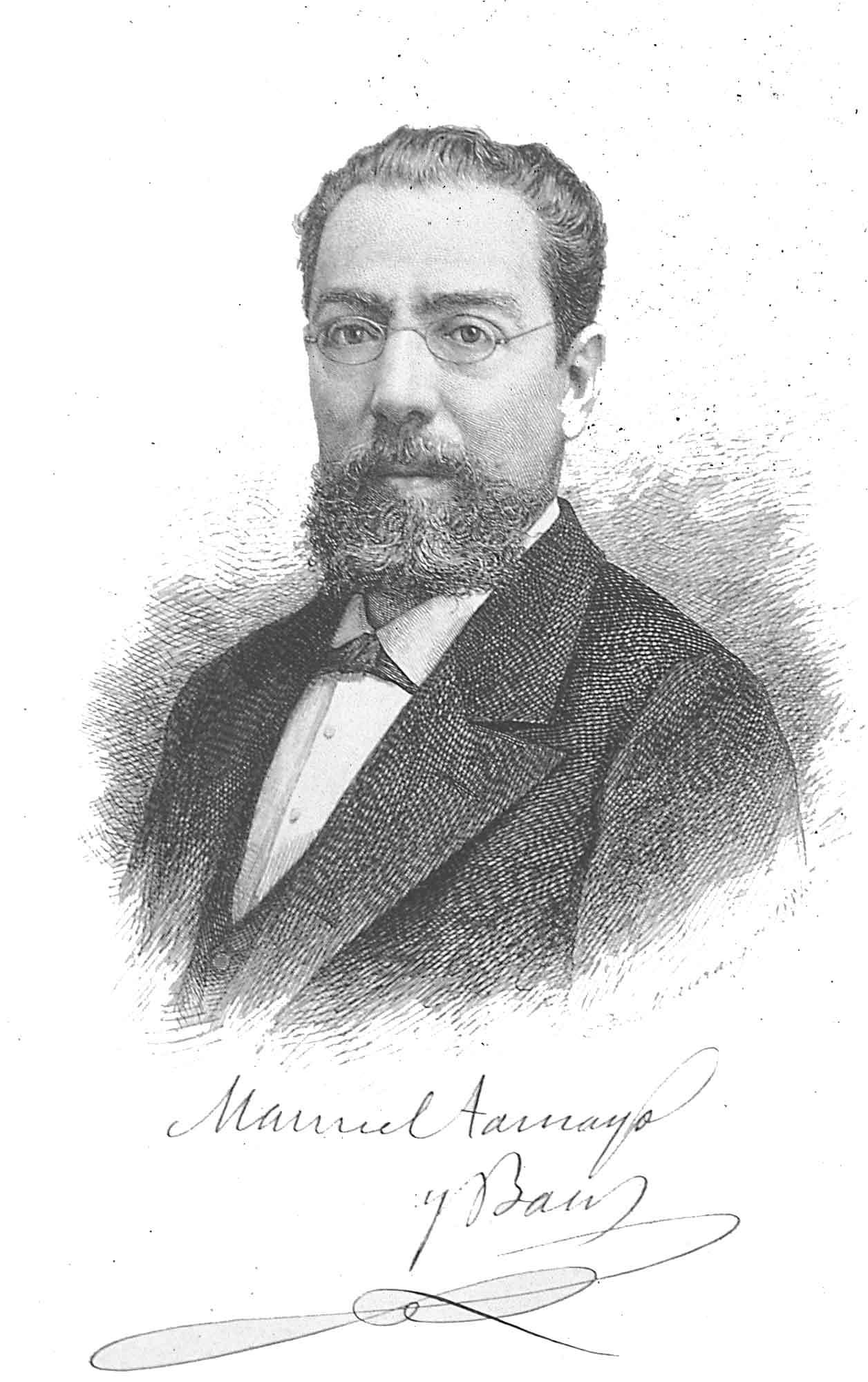
Retrato de Manuel Tamayo y Baus. (Grabado del año 1884 de Bartolomé Maura Montaner, (1844-1926), Biblioteca Nacional de España).

Manuel Tamayo y Baus (Madrid, 15 de septiembre de 1829 - ibíd., 20 de junio de 1898) fue un dramaturgo español.

## Biografía

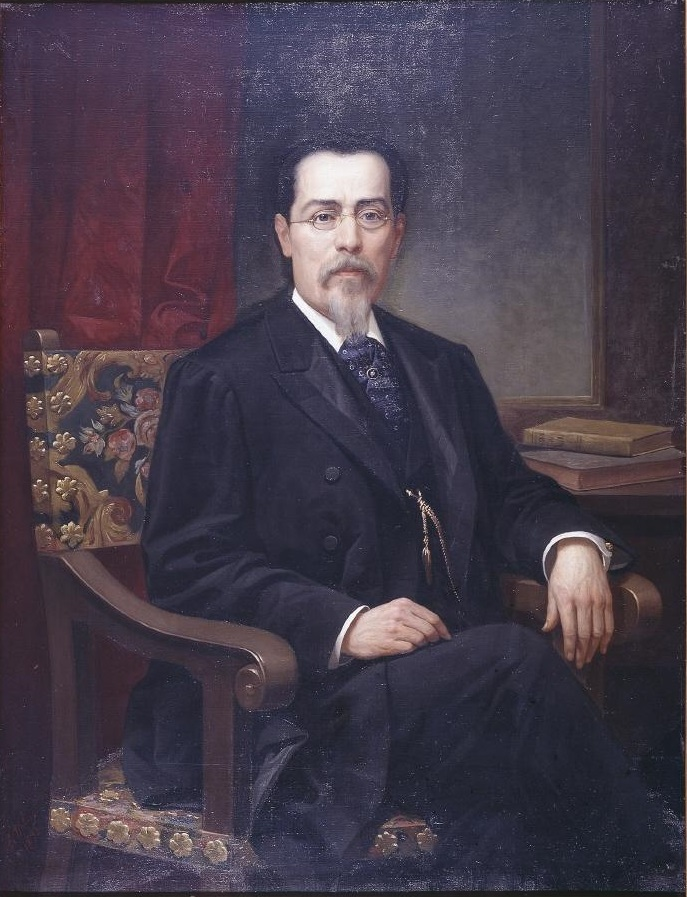
Retrato de Manuel Tamayo y Baus (1892), por Eduardo Balaca, Biblioteca Nacional de España, Madrid.

Hijo de actores (su madre fue la intérprete Joaquina Baus, primera dama del teatro del Príncipe, y su padre, José Tamayo, fue, además de primer actor, director de escena) y pariente de dramaturgos  y políticos influyentes, como Antonio Gil y Zárate, que era tío suyo y le consiguió un puesto de oficial en el Ministerio de Gobernación. Se casó, además, con una sobrina del gran actor Isidoro Máiquez y sus hermanos fueron también hombres de teatro: Andrés Tamayo escribió algunas obras y Victorino Tamayo fue actor y comediógrafo. 
Sus primeros años de vida transcurrieron viajando con la compañía de teatro a la que pertenecían sus padres. Sus primeros pasos fueron dados dentro de un Romanticismo que ya empezaba a periclitar, pero poco a poco progresó hacia el Realismo y la alta comedia, enlazando con la comedia neoclásica de Leandro Fernández de Moratín, Manuel Bretón de los Herreros y Ventura de la Vega. Su discurso de ingreso en la Real Academia Española, La verdad considerada como fuente de belleza en literatura dramática (1859) marca el punto de inflexión entre ambas estéticas. Empieza haciendo adaptaciones, como la que tituló Juana de Arco (1847), sobre La doncella de Orleans de Schiller, uno de sus autores de referencia, o imitaciones más o menos claras, como Una aventura de Richelieu, que se inspira en Alejandro Dumas. Se da a conocer con la tragedia Virginia (estrenada el 8 de diciembre de 1853). Como las obras homónimas de Vittorio Alfieri y Agustín Montiano y Luyando, representa el abuso de Claudio sobre Virginia, cuyo padre la sacrifica para alejarla de aquel; se conservan diversas redacciones de esta tragedia. Triunfó con La rica hembra (1854), y con Locura de amor (representada el 12 de enero de 1855), un drama histórico sobre la celosa reina Juana la Loca y su marido Felipe el Hermoso que muestra el influjo del dramaturgo alemán Friedrich Schiller y fue llevada al cine por Juan de Orduña e interpretada por Aurora Bautista. Cuando su amor choca con los intereses del Estado, los nobles le piden que defienda a Castilla frente a su marido. Muerto este, ella le llora y muestra un amor verdadero, ajeno a la razón de Estado. Obras posteriores, como La bola de nieve (1856) sitúan a Tamayo en la alta comedia del realismo al estilo de Adelardo López de Ayala y Ventura de la Vega. En 1858, le nombraron miembro de la Real Academia Española. Su obra más famosa fue Un drama nuevo (representado el 4 de mayo de 1867), inspirado en el teatro de Shakespeare, y donde mezcla con genio el tema del teatro dentro del teatro con el del adulterio. El cómico Yorick representa una tragedia sobre Manfredo y el envidioso Walton le revela que su mujer ama a Edmundo y lo prueba durante la actuación de Yorick. Este confunde drama y realidad y mata a Manfredo -interpretado por Edmundo- mientras Shakespeare elimina a Walton. En 1870, a raíz del fracaso de su drama Los hombres de bien, decidió renunciar a la escritura y centrar su vida en otras actividades, ya que fue nombrado Secretario perpetuo de la Real Academia Española (1874) y director de la Biblioteca Nacional (1884) y del cuerpo de archiveros, sucediendo a Jenaro Alenda. Había compuesto ya más de cincuenta piezas dramáticas.
Sus restos se encuentran en el cementerio de San Justo de Madrid, encontrándose su tumba en el más completo abandono.

## Obra
Hasta 1856, cuando escribe su última obra en esta forma, La bola de nieve, escribió siempre en verso; su ideología es conservadora (fue amigo de Alejandro Pidal y Mon y perteneció al partido tradicionalista; eso le valió algún destierro). Su medio centenar de piezas puede dividirse en dos grandes épocas. En la primera, de inspiración neorromántica, cultivó del drama histórico y destacan, aparte de Juana de Arco, los dramas El seis de agosto o España sin honra (1848), Ángela (1851), adaptación de Schiller, Virginia (1853) y Locura de amor (1855), en prosa, sobre Juana la Loca. 
En la segunda, inscrita dentro del Realismo moralizador y la alta comedia de tesis, tiene su programa expuesto por el propio autor en el discurso que pronunció al ingresar en la Real Academia Española en 1859: La verdad considerada como fuente de belleza en la literatura dramática. Se trata de obras de intención moralizadora, en que se pretende denunciar la corrupción moral de la sociedad y la pérdida de valores como la familia, la religión, la honestidad etcétera. Así por ejemplo en La bola de nieve (1856), sobre los nefastos efectos sociales de los celos; Lo positivo (1862) ataca la ideología del materialismo y el afán de lucro a través de largos y desafortunados monólogos y sermones; Lances de honor (1863), que no es una comedia sino un drama, critica desde la ética cristiana la costumbre social de los duelos en la persona de un político conservador que rehúa el duelo a pesar de ser afrentado de forma contumaz por un malvado liberal, y Un drama nuevo (1867), su obra más importante, en la que recrea el tema realidad-fantasía. Su fracasada Los hombres de bien (1870) es una condena de la educación liberal de las mujeres y se dirige:

Contra la tibieza, pasividad o cobardía de los que en la sociedad pasan por «hombres de bien», pero no se significan en la defensa de los valores amenazados.

Aparte pueden considerarse sus numerosas refundiciones y adaptaciones de obras dramáticas extranjeras, o sus obras de mera distracción, como Don Simplicio Bobadilla, escrita con su hermano Victorino Tamayo y que es una zarzuela de magia de 1853, o sus obras en colaboración, casi siempre con sus amigos, los conservadores Manuel Cañete y Aureliano Fernández Guerra.

## Militancia carlista
Manuel Tamayo perteneció en su juventud al grupo católico (llamado peyorativamente neocatólico) que capitaneaba el orador y erudito Cándido Nocedal, y pasó con él, después de la Revolución de Septiembre, al campo carlista, figurando luego en la Junta Central Tradicionalista que presidía Nocedal. Tamayo fue candidato carlista a diputado por Santo Domingo de la Calzada en 1871 y por Cervera en 1872.
Con motivo de la tercera guerra carlista, tuvo que permanecer mucho tiempo emigrado. Según el diario El Siglo Futuro, Tamayo formaba parte de la corriente integrista dentro del carlismo y despreciaba especialmente el liberalismo que se decía católico. Decepcionado al considerar que «los que debían ir delante se ponen enfrente de nosotros», se fue alejando de la política y no volvió a militar en ningún otro partido.

## Obras de Manuel Tamayo
- Obras de D. Manuel Tamayo y Baus; con un prólogo de D. Alejandro Pidal y Mon. Madrid, Est. Tip. Sucesores de Rivadeneyra, 1898 y 1899 (dos vols.) El I (1898) contiene: Juana de Arco; Una apuesta; La esperanza de la patria; Ángela; Huyendo del perejil. El tomo segundo (1899) contiene: Virginia; Virginia (segunda edición); La locura de amor; La ricahembra. Reimpreso con el título de Obras completas en Madrid: Fax, 1947.
- La verdad considerada como fuente de belleza en literatura dramática. Discurso leído ante la Real Academia Española por Don Manuel Tamayo y Baus, en su recepción pública, el 12 de junio de 1859.
- Un Drama nuevo; hay muchas ediciones modernas: 1. Introducción, edición y notas de Alberto Sánchez, Salamanca: Anaya, 1963; 2. estudio preliminar, introducción y notas de Amancio Labandeira. Madrid: Taurus, 1982; 3. Edición de Francisco Sánchez, Madrid: Cátedra, 1995.